# Francisco de Pisa y Pajares
Francisco de Pisa y Pajares (Paredes de Nava, província de Palència, 4 de juny de 1823 – Madrid, 18 de desembre de 1899) fou un acadèmic i polític espanyol.

## Biografia
Va fer el batxillerat al Seminari Conciliar de Palència i es llicencià en Dret per la Universitat de Valladolid en 1846. Es va doctorar a la Universitat Central de Madrid en 1851. Fou professor interí de Psicologia i Lògica en els instituts de Ciudad Real en 1848 i Segòvia en 1852. En 1854 va obtenir la càtedra d'Elements d'Història i Dret romà de la Universitat de Saragossa, en la qual va exercir la de Dret Penal. En 1863 va obtenir la càtedra d'Institucions de Dret canònic de la Universitat de Valladolid, i en 1867 va ocupar la càtedra d'Ampliació de Dret Mercantil i Penal i després de Dret romà a la Universitat Central de Madrid.
Fou elegit diputat a les eleccions generals espanyoles d'abril de 1872 pel districte de Carrión de los Condes. En febrer de 1875 fou nomenat rector de la Universitat Central de Madrid, però el març va dimitir per discrepàncies amb la circular del ministre Manuel Orovio Echagüe (l'anomenada "segona qüestió universitària), tot i que va al·legar motius de salut. Fou nomenat rector novament en 1881, i ocupà el càrrec fins 1884, quan tornà a dimitir per motius de salut. A les eleccions generals espanyoles de 1881 tornaria a ser elegit diputat pel districte de Carrión de los Condes. Tornaria a ocupar el càrrec de rector novament entre 1885 i 1890 i entre abril de 1894 i abril de 1895.
Fou acadèmic corresponent de la Reial Acadèmia de la Història i de la Reial Acadèmia Matritense de Jurisprudència i Legislació, així com senador per la Universitat de Valladolid de 188 a 1890.

## Obres
- Memoria sobre el derecho de propiedad en el siglo XIX (1851)
- Prolegómenos del derecho (1876)